# Anthrax alcyon
Anthrax alcyon är en tvåvingeart som först beskrevs av Thomas Say 1824.  Anthrax alcyon ingår i släktet Anthrax och familjen svävflugor. Inga underarter finns listade i Catalogue of Life.